# Duchess of Richmond (Schiff)
Die Duchess of Richmond war ein 1929 in Dienst gestelltes Passagierschiff der kanadischen Canadian Pacific Navigation Company, das für den Transatlantik-Liniendienst konzipiert wurde. Das 1947 nach Umbauarbeiten in Empress of Canada umbenannte Schiff wurde im Januar 1953 bei einem Brand in Liverpool zerstört und nach seiner Bergung 1954 in La Spezia abgewrackt.

## Geschichte
Die Duchess of Richmond entstand unter der Baunummer 523 bei John Brown & Company in Clydebank und lief am 18. Juni 1928 vom Stapel. Nach der Übernahme durch die Canadian Pacific im Januar 1929 wurde das Schiff am 26. Januar mit einer Kreuzfahrt in Dienst gestellt, die es von Gibraltar aus ins Mittelmeer und anschließend nach Liverpool führte. Zu den prominenten Gästen auf dieser Jungfernfahrt gehörte unter anderem Robert Baden-Powell. Erst im März 1929 nahm die Duchess of Richmond den regulären Liniendienst nach Montreal auf. Sie gehört zu einer Gruppe von vier baugleichen Schwesterschiffen, die Canadian Pacific Ende der 1920er in Dienst stellte. Die anderen drei waren die Duchess of Atholl (1928), die Duchess of York (1928) und die Duchess of Bedford (1928; ab 1947 Empress of France). Weil sie bei schwerer See auffällig rollten, wurden die Schwesterschiffe auch „The Drunken Duchesses“ (dt.: Die betrunkenen Herzoginnen) genannt.
Im November 1932 kollidierte die Duchess of Richmond vor Québec mit dem Passagierschiff Alaunia der Cunard Line. Drei Jahre später beförderte sie Marina, Duchess of Kent und George, 1. Duke of Kent auf ihrer Hochzeitsreise.
Nach gut zehn Jahren im Dienst wurde das Schiff nach Kriegsausbruch 1939 zum Truppentransporter umfunktioniert. So spielte die Duchess of Richmond unter anderem eine wichtige Rolle bei der Tizard Mission im September 1940, für die sie Truppen und kriegswichtige Ausrüstung transportierte. Im November 1942 beförderte sie zudem Truppen nach Nordafrika. Das Schiff überstand den Krieg ohne größere Beschädigungen.
Nach dem Krieg wurde die Duchess of Richmond bei Fairfield Shipbuilders modernisiert und erhielt dabei unter anderem 1947 auch eine neue Innenausstattung, zudem änderte sich die Aufteilung der Passagierkategorien: Die dritte Klasse fiel weg, stattdessen beförderte das Schiff fortan nur noch Passagiere der ersten Klasse und der Touristenklasse. Am 12. Juli 1947 nahm es unter dem neuen Namen Empress of Canada wieder den Liniendienst nach Montreal auf.
Am 25. Januar 1953 brach an Bord der am Liverpooler Gladstone Dock liegenden Empress of Canada ein Großbrand aus, der große Teile des Schiffes zerstörte. Durch das Löschwasser bekam die Empress Schlagseite und kenterte kurz darauf am Dock. Erst im Folgejahr konnte die eigentliche Bergung des Wracks beginnen, weil zuvor große Teile der Aufbauten vor Ort hatten entfernt werden müssen. Zu diesem Zeitpunkt zählte die Bergung der Empress of Canada zu den aufwendigsten ihrer Art und wurde unter anderem mit der Bergung der Lafayette verglichen. Am 10. Oktober 1954 traf das Wrack der Empress of Canada zum Abbruch in La Spezia ein.